# Lac à la Croix (sjö i Kanada, Saguenay/Lac-Saint-Jean)
Lac à la Croix är en sjö i Kanada.   Den ligger i regionen Saguenay–Lac-Saint-Jean och provinsen Québec, i den östra delen av landet, 800 km nordost om huvudstaden Ottawa. Lac à la Croix ligger 528 meter över havet. Arean är 25,4 kvadratkilometer. Den sträcker sig 11,7 kilometer i nord-sydlig riktning, och 7,8 kilometer i öst-västlig riktning.
Trakten runt Lac à la Croix är nära nog obefolkad, med mindre än två invånare per kvadratkilometer.